# Tín tần Tân thị
Tín tần Tân thị (信嬪 辛氏, ? - 1435), hay còn gọi là Tín Ninh Ông chúa (信寧翁主), Thận Ninh Cung chúa (愼寧宮主), tần ngự của Triều Tiên Thái Tông. Mẹ của Hàm Ninh quân, Ôn Ninh quân, Cẩn Ninh quân, Trinh Tín Ông chúa, Trinh Tĩnh Ông chúa, Thục Trinh Ông chúa.

## Cuộc sống
Bổn quán Ninh Việt, con gái của Kiểm Giáo Công tào tham nghị (檢校 工曹參議) Tân Vĩnh Quý (辛永貴) và phu nhân Trường Hưng Chu thị, Ban đầu hầu hạ Nguyên Kính Vương hậu Mẫn thị. Thái Tông năm thứ 2 (1402) hạ sinh Hàm Ninh quân Lý Nhân (李裀), Thái Tông năm thứ 14 (1414), ngày 13 tháng 1, sắc phong nội mệnh phụ, Tín Ninh Ông chúa (信寧翁主). Tám năm sau vào thời Thế Tông (1422) chăm sóc Thánh Đức Công thượng vương ngã bệnh, sắc phong Thận Ninh Cung chúa (愼寧宮主), Truy tặng Chính nhất phẩm Tín tần (信嬪) vào thời Cao Tông (1872). Hậu cung được sủng ái nhất của Triều Tiên Thái Tông, khi Thái Tông ngã bệnh luôn bênh cạnh mà chăm sóc. Thế Tông năm thứ 17 (1435), mất.

## Gia quyến
- Phụ: Tân Vĩnh Quý (辛永貴)
- Phu: Triều Tiên Thái Tông
  - Trưởng tử: Hàm Ninh quân Lý Nhân (李裀)
  - Thứ tử: Ôn Ninh quân Lý Trình (李裎)
  - Trưởng nữ: Trinh Tín Ông chúa (貞信翁主) - hạ giá lấy Linh Bình quân (鈴平君) Doãn Quý Đồng (尹季童)
  - Thứ nữ: Trinh Tĩnh Ông chúa (貞靜翁主) - hạ giá lấy Hán Nguyện quân (漢原君) Triệu Tuyền (趙璿)
  - Vương nữ: Thục Trinh Ông chúa (淑貞翁主) - hạ giá lấy Nhật Thành quân (日城君) Trịnh Hiếu Toàn (鄭孝全)
  - Vương nữ: Chiêu Tín Ông chúa (昭信翁主) - hạ giá lấy Nhu Xuyên úy (柔川尉) Khang Di công (康夷公) Biên Hiếu Thuận (邊孝順)
  - Vương nữ: Thục Ninh Ông chúa (淑寧翁主) - hạ giá lấy Pha Thành quân (坡城君) Doãn Ngu (尹愚)
  - Vương nữ: Thục Khánh Ông chúa (淑慶翁主) - hạ giá lấy Tá Dực Công thần (佐翼功臣) Pha Bình quân (坡平君) Doãn Nham (尹巖)
  - Vương nữ: Thục Cẩn Ông chúa (淑謹翁主) - Tá Dực Công thần (佐翼功臣) Hoa Xuyên quân (花川君) Quyền Cung (權恭)
  - Vương tử: Chết yểu